# 多神重建主義

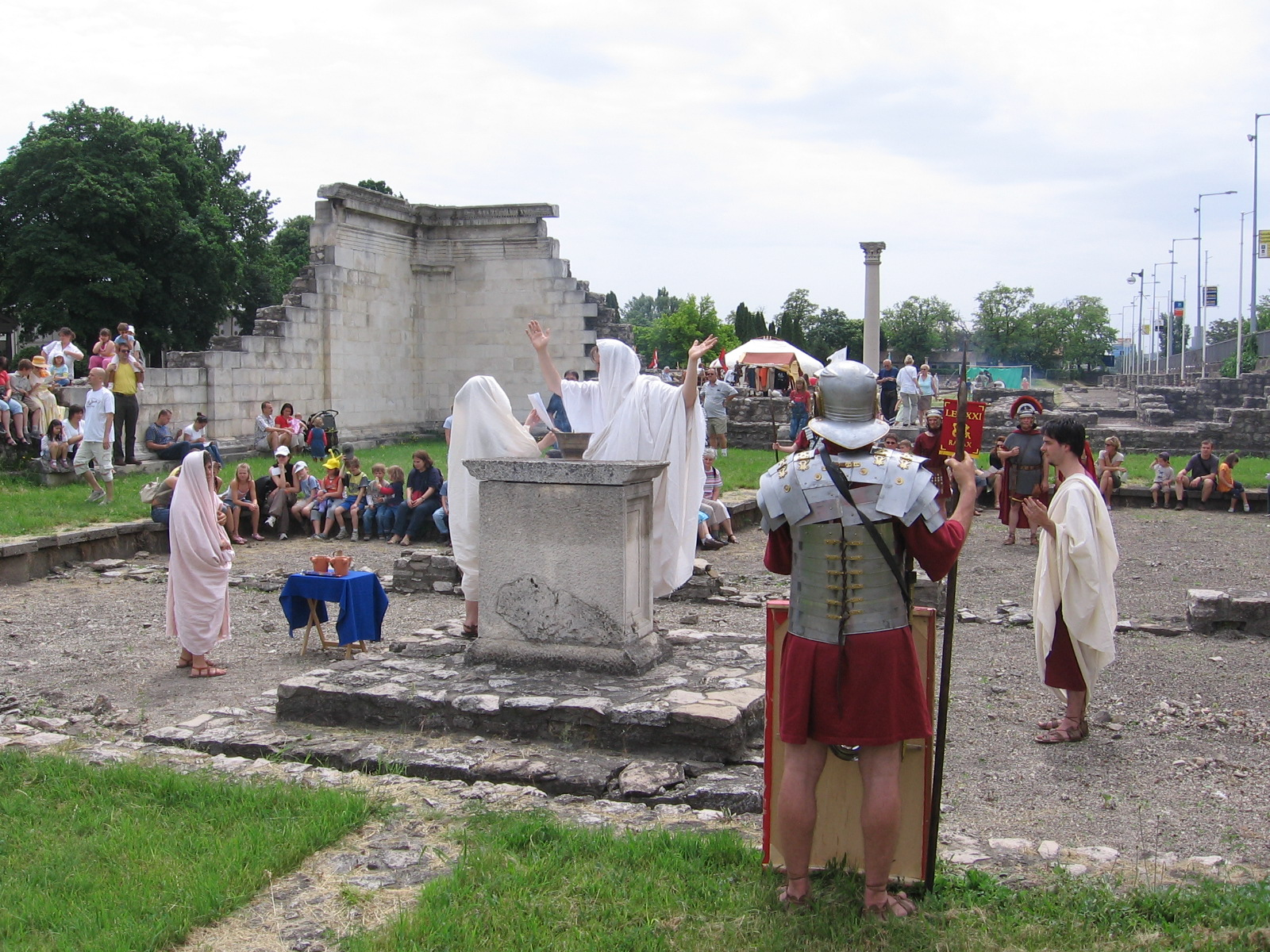
Nova Roma 在Aquincum(Budapest)對孔科耳狄亞獻祭, 福羅拉麗亞節 2008

多神重建主義（英語：Polytheistic reconstructionism，或簡稱重建主義）是一種新異教主義的一個類別，最早出現在1960年代末至1970年代初，從1990年代開始勢頭強勁。重建主義試圖通過重新發現、實踐前基督教宗教的儀式和世界觀，並在現代世界重建真正的多神教。這種方法與威卡教以及西方秘契主義中的日耳曼神秘主義或神智學等其他新異教融合運動形成鮮明對比。
雖然強調歷史準確性可能代表著歷史重演，但這兩個運動之間的差異可以概括為意圖的不同。歷史重演尋求歷史準確性作為其本身的目標。另一方面，重建主義的新異教徒將歷史準確性視為最終在信仰與眾神之間建立和諧關係的一種手段。
簡而言之，重建主義方法對前基督教宗教實踐的指導原則可以分解如下：
1. 前基督教異教徒與他們的神靈有著和諧的關係。
2. 這些異教徒的儀式和儀式是這種關係的引導和調解的重要組成部分。
3. 如果現代異教徒希望與這些神靈重新建立和諧關係，那麼這些儀式和儀式必須正確執行。
4. 為了在當今正確地執行儀式，現代異教徒必須發現過去如何以及為什麼要執行這些儀式。

多神重建主義一詞可能是由艾薩克·波尼威斯在1970年代後期創造的。艾薩克·波尼威斯曾表示，他不確定他是否「從一個或多個當時以文化為重點的新異教徒運動中得到了這個詞的使用，還是他只是以一種新穎的方式應用它」。
瑪戈特·阿德勒後來在 1979 年版的《畫下月亮》中使用了「異教重建主義者」一詞來指代通過在考古學、民俗學和人類學等領域使用歷史可驗證的研究來努力恢復或'重建真正的前基督教宗教實踐的新異教徒。
這種對重建的強調與對新異教主義的融合、不拘一格折衷或神秘的方法形成鮮明對比，例如在泰勒瑪或威卡教中所見。

## 在新異教主義中的定位
林齊在2004年列舉了多神重建主義（如希臘多神教或復興羅馬教）與18至20世紀中期運動中的古典異教（包括日耳曼神秘主義、新德魯伊信仰和威卡教）之間的區別。前者未在後者中發現的方面如下：
1. 多神重建主義並沒有嘗試重建一個合併的泛歐異教。
2. 研究人員試圖遵守上個世紀制定的研究指南，以處理他們正在研究的時間段內的相關資料。
3. 採用多學科方法，像是利用歷史文學研究、人類學、宗教史、政治史、考古學、法醫人類學、歷史社會學等各個領域的成果，並公開以避免偽科學的產生。
4. 有人認真嘗試重建那個時期的文化、政治、科學和藝術，「以便更好地了解宗教信仰的實踐環境」。

多神重建主義強調並表明重建前基督教社會條件是為了理解宗教習俗和信仰，而不是為了重建或複興前基督教社會以取代現代社會或與現代社會平行。取代或與現代社會平行的意圖比較偏向傳統主義或歷史重演，而不是具體的多神重建主義信徒。
這些方法的目標是創建一套儀式、儀式和實踐，以促進眾神（以及其他善良的靈魂，如蘭德瓦提爾或其他靈魂）與信仰社區之間的和諧關係。
重建主義的信徒希望這種信仰社區本身以及眾神與社區之間的和諧能夠帶來某種有形或無形的善。與日耳曼異教徒一樣，向眾神提供適當的供品被認為會帶來和平與豐盛。
以“異教徒”和“新異教徒”來稱呼多神教重建主義者是有爭議的。一些重建主義宗教團體對於被稱為異教徒或新異教徒表示強烈反對，並將異教徒視為貶義詞。
即使在那些將自己視為更廣泛的異教徒或新異教徒譜系的一部分的重建主義團體中，他們也可能拒絕這與異教徒社區中容易造成爭議的部分聯繫，例如折衷主義、文化挪用或受巫術啟發的儀式團體。

## 資源
- Linzie, Bil.  (PDF). 2008  [29 September 2008]. （原始内容存档 (PDF)于2021-10-21）.
- Linzie, Bil.  (PDF). 2004  [23 May 2015]. （原始内容存档 (PDF)于2022-07-05）.
- Margot Adler, Drawing Down the Moon: Witches, Druids, Goddess-Worshippers, and Other Pagans in America Today（英语：Drawing Down the Moon (book)） ISBN 0-14-019536-X (1979, 1986, 1997, 2006)